# Apeadero de Poço Barreto
El Apeadero de Poço Barreto, también conocido como Estação de Poço Barreto, es una infraestructura ferroviaria de la Línea del Algarve, que sirve a la localidad de Poço Barreto, en el ayuntamiento de Silves, en Portugal.

## Características y servicios
Esta plataforma era utilizada, en febrero de 2012, por servicios regionales del operador Comboios de Portugal.

## Historia
La segunda parte del Ramal de Portimão, correspondiente al tramo entre Algoz y Poço Barreto, entró en servicio el 19 de  marzo de 1900; esta plataforma sirvió de terminal provisional hasta la apertura del tramo siguiente, hasta Silves, el 1 de febrero de 1902. En ese momento, poseía la categoría de estación, aunque no tuviese mucha importancia, siendo principalmente considerada una estación intermedia.